# Matheus Nunes
Matheus Luiz Nunes (Rio de Janeiro, 27 augustus 1998) is een Portugees voetballer die doorgaans als middenvelder speelt. Hij verruilde Wolverhampton Wanderers in september 2023 voor Manchester City. Nunes debuteerde in 2021 in het Portugees voetbalelftal

## Clubcarrière
Nunes werd geboren in Brazilië en verhuisde toen hij twaalf was met zijn moeder en zijn stiefvader naar Portugal. Hier ging hij voetballen bij amateurclub Ericeirense in Ericeira. Estoril-Praia zag hem en haalde hem in juli 2018 naar de club. Zo debuteerde hij in oktober 2018 in het betaald voetbal, op het tweede niveau. Nunes bleef hier zes maanden. Na een wedstrijd tegen Sporting Portugal in de Taça da Liga werd hij aangetrokken door Sporting, dat een half miljoen euro voor hem betaalde. Hier ging hij in eerste instantie in de jeugd spelen. Hij debuteerde op 4 juni 2020 vervolgens in de Primeira Liga, tegen Vitória SC.
Nunes werd in 2020/21 onderdeel van de selectie van Sporting Portugal en won dat jaar zowel het landskampioenschap als de Taça da Liga met de club. Hij diende dat seizoen vooral vaak als invaller. Hij groeide in 2021/22 uit tot basisspeler. Nunes speelde toen ook voor het eerst in de Champions League, tegen Ajax, Borussia Dortmund, Beşiktaş en in de knock-outfase tegen Manchester City.
Nunes begon ook nog aan seizoen 2022/23 met Sporting Portugal, maar tekende in augustus 2022 bij Wolverhampton Wanderers. Dat betaalde 45 miljoen euro voor hem aan Sporting, wat een nieuw record was voor de Engelse club. Nunes speelde in zijn eerste jaar bij Wolverhampton 34 speelronden. In 30 daarvan stond hij aan de aftrap. Hij scoorde op 8 april 2023 voor het eerst voor de Engelse club. Hij maakte toen het enige doelpunt van de wedstrijd thuis tegen Chelsea. Nunes speelde in 2023/24 twee speelronden voor Wolverhampton, waarna regerend landskampioen Manchester City hem een aanbieding deed. Zijn werkgever weigerde echter om een bod van 55 miljoen op hem te accepteren. Nunes kwam daarna niet meer opdagen voor trainingen. Toen Manchester City terugkwam met 62 miljoen euro, kwam er alsnog een transfer tot stand. Nunes tekende daarna voor vijf seizoenen.

## Clubstatistieken
| Seizoen | Club                    | Competitie     | Competitie | Competitie | Beker | Beker | Internationaal | Internationaal | Totaal | Totaal |
| Seizoen | Club                    | Competitie     | Wed.       | Dlp.       | Wed.  | Dlp.  | Wed.           | Dlp.           | Wed.   | Dlp.   |
| ------- | ----------------------- | -------------- | ---------- | ---------- | ----- | ----- | -------------- | -------------- | ------ | ------ |
| 2018/19 | Estoril-Praia           | Segunda Liga   | 6          | 0          | 2     | 0     | —              | —              | 8      | 0      |
| 2019/20 | Sporting CP             | Primeira Liga  | 10         | 0          | 0     | 0     | —              | —              | 10     | 0      |
| 2020/21 | Sporting CP             | Primeira Liga  | 31         | 3          | 6     | 0     | 2              | 0              | 39     | 3      |
| 2021/22 | Sporting CP             | Primeira Liga  | 33         | 3          | 10    | 1     | 6              | 0              | 49     | 4      |
| 2022/23 | Sporting CP             | Primeira Liga  | 2          | 1          | 0     | 0     | 0              | 0              | 2      | 1      |
| 2022/23 | Wolverhampton Wanderers | Premier League | 34         | 1          | 5     | 0     | —              | —              | 39     | 1      |
| 2023/24 | Wolverhampton Wanderers | Premier League | 2          | 0          | 0     | 0     | —              | —              | 2      | 0      |
| 2023/24 | Manchester City         | Premier League | 0          | 0          | 0     | 0     | 0              | 0              | 0      | 0      |
| Totaal  | Totaal                  | Totaal         | 118        | 8          | 23    | 1     | 8              | 0              | 149    | 9      |

Bijgewerkt t/m 1 september 2023

## Interlandcarrière
Nunes maakte nooit deel uit van Portugese nationale jeugdselecties. Hij debuteerde op 9 oktober 2021 in het Portugees voetbalelftal, in een oefeninterland tegen Qatar. Hij maakte op 22 maart 2022 zijn eerste interlanddoelpunt, in de halve finale van de play-offs voor het WK 2022, tegen Turkije. Bondscoach Fernando Santos nam hem ook op in de selectie voor het eindtoernooi. Hierop speelde hij in twee groepswedstrijden. Nunes werd op 3 juni 2024 door bondscoach Roberto Martínez opgenomen in de Portugese selectie voor het EK 2024 in Duitsland als vervanger van de geblesseerde Otávio. Portugal won een groep met Tsjechië, Turkije en Georgië, schakelde in de achtste finales Slovenië uit en verloor in de kwartfinales op strafschoppen van Frankrijk. Nunes kwam op het toernooi enkel in actie als invaller tegen Georgië en Frankrijk.

## Erelijst
| Competitie                    |             |                  |             |             |
| Competitie                    | Aantal      | Jaren            |             |             |
| Sporting CP                   | Sporting CP | Sporting CP      | Sporting CP | Sporting CP |
| ----------------------------- | ----------- | ---------------- | ----------- | ----------- |
| Kampioen Primeira Liga        | 1×          | 2020/21          |             |             |
| Taça da Liga                  | 2×          | 2020/21, 2021/22 |             |             |
| Supertaça Cândido de Oliveira | 1×          | 2021             |             |             |
| Manchester City               |             |                  |             |             |
| WK voor clubs                 | 1×          | 2023             |             |             |
| Premier League                | 1×          | 2023/24          |             |             |
| Community Shield              | 1×          | 2024             |             |             |